# Tony Yoka
Tony Victor James Yoka (París, 28 de abril de 1992) es un deportista francés que compite en boxeo.
Participó en dos Juegos Olímpicos de Verano, en los años 2012 y 2016, obteniendo una medalla de oro en Río de Janeiro 2016, en el peso superpesado.
Ganó una medalla de oro en el Campeonato Mundial de Boxeo Aficionado de 2015 y una medalla de bronce en los Juegos Europeos de 2015.
En junio de 2017 disputó su primera pelea como profesional. En su carrera profesional ha tenido en total 14 combates, con un registro de 11 victorias y 3 derrotas.

## Palmarés internacional
| Juegos Olímpicos   | Juegos Olímpicos        | Juegos Olímpicos  | Juegos Olímpicos |
| Año                | Lugar                   | Medalla           | Categoría        |
| ------------------ | ----------------------- | ----------------- | ---------------- |
| 2016               | Río de Janeiro (Brasil) | Medalla de oro    | +91 kg           |
| Campeonato Mundial |                         |                   |                  |
| Año                | Lugar                   | Medalla           | Categoría        |
| 2015               | Doha (Catar)            | Medalla de oro    | +91 kg           |
| Juegos Europeos    |                         |                   |                  |
| Año                | Lugar                   | Medalla           | Categoría        |
| 2015               | Bakú (Azerbaiyán)       | Medalla de bronce | +91 kg           |

## Récord profesional
| Récord profesional | Récord profesional | Récord profesional |
| 14 peleas          | 11 Victorias       | 3 Derrotas         |
| Nocaut             | 9                  | 0                  |
| Decisión           | 2                  | 3                  |
| Empates            | 0                  | 0                  |
| ------------------ | ------------------ | ------------------ |

| Resultado | Récord | Rival                | Método | Asalto, minuto | Fecha                    | Localización                                     | Notas                                                       |
| --------- | ------ | -------------------- | ------ | -------------- | ------------------------ | ------------------------------------------------ | ----------------------------------------------------------- |
| Derrota   | 11–3   | Ryad Merhy           | UD     | 10 (10)        | 9 de diciembre de 2023   | Stade Roland Garros, París, Francia              |                                                             |
| Derrota   | 11–2   | Carlos Takam         | SD     | 10 (10)        | 11 de marzo de 2023      | Zénith Paris, París, Francia                     |                                                             |
| Derrota   | 11–1   | Martin Bakole        | MD     | 10 (10)        | 14 de mayo de 2022       | Accor Arena, París, Francia                      |                                                             |
| Victoria  | 11–0   | Petar Milas          | TKO    | 7 (10), 2:59   | 10 de septiembre de 2021 | Stade Roland Garros, París, Francia              |                                                             |
| Victoria  | 10–0   | Joel Tambwe Djeko    | TKO    | 12 (12), 2:59  | 5 de marzo de 2021       | H Arena, Nantes, Francia                         | Gana el título vacante de la Unión Europea del peso pesado. |
| Victoria  | 9–0    | Christian Hammer     | UD     | 10             | 27 de noviembre de 2020  | H Arena, Nantes, Francia                         |                                                             |
| Victoria  | 8–0    | Johann Duhaupas      | TKO    | 1 (12), 2:45   | 25 de septiembre de 2020 | La Défense Arena, París, Francia                 |                                                             |
| Victoria  | 7–0    | Michael Wallisch     | TKO    | 3 (10), 1:17   | 28 de septiembre de 2019 | Palais des Sports de Beaulieu, Nantes, Francia   |                                                             |
| Victoria  | 6–0    | Alexander Dimitrenko | TKO    | 3 (10), 1:27   | 13 de julio de 2019      | Azur Arena Antibes, Antibes, Francia             |                                                             |
| Victoria  | 5–0    | David Allen          | TKO    | 10 (10), 0:43  | 23 de junio de 2018      | Palais des Sports, París, Francia                |                                                             |
| Victoria  | 4–0    | Cyril Léonet         | TKO    | 5 (10), 2:21   | 7 de abril de 2018       | Palais des Sports, París, Francia                |                                                             |
| Victoria  | 3–0    | Ali Baghouz          | TKO    | 2 (8), 1:04    | 16 de diciembre de 2017  | La Seine Musicale, Boulogne-Billancourt, Francia |                                                             |
| Victoria  | 2–0    | Jonathan Rice        | UD     | 6              | 14 de octubre de 2017    | Zénith Paris, París, Francia                     |                                                             |
| Victoria  | 1–0    | Travis Clark         | KO     | 2 (6), 2:01    | 2 de junio de 2017       | Palais des Sports, París, Francia                |                                                             |